# Kyah Simon
Kyah Pam Simon (Blacktown, 25 de junho de 1991) é uma futebolista profissional australiana que atua como atacante.

## Carreira
Kyah Simon fez parte do elenco da Seleção Australiana de Futebol Feminino, nas Olimpíadas de 2016. 